# Demetrioskirche
Demetrioskirche ist der Name folgender dem hl. Demetrios von Thessaloniki gewidmeter Kirchen:

## Albanien
- St. Demetrios (Bezmisht)
- St. Demetrios (Boboshticë)
- St. Demetrios (Drobonik)
- St. Demetrios (Poliçan)
- St. Demetrios (Qeparo)

## Bosnien und Herzegowina
- Kirche Hl. Großmärtyrer Dimitri (Cvrtkovci)
- Hl. Großmärtyrer Dimitri (Domrke)
- Kirche Hl. Großmärtyrer Dimitri (Šamac)
- Kirche Hl. Großmärtyrer Dimitri (Vlajići)

## Bulgarien
- Hl.-Dimitar-Kathedrale, Widin
- St. Dimitar (Boboshevo)
- St. Dimitar (Patalenitsa)
- St. Dimitar (Veliko Tarnovo)

## Deutschland
- St. Dimitrios, Köln-Seeberg
- Rumänisch-orthodoxe Kathedrale (Nürnberg)

## Griechenland
- Hagios Demetrios, Thessaloniki

## Italien
- Kathedrale von Piana degli Albanesi

## Nordmazedonien
- Marko-Kloster

## Österreich
- Pfarrkirche Großwarasdorf

## Rumänien
- Kloster Căldărușani

## Serbien
- Gedenkkirche in Lazarevac
- Kirche Hl. Großmärtyrer Dimitri (Leskovac)
- Kirche Hl. Großmärtyrer Dimitri (Šajkaš)
- Kathedralbasilika St. Demetrius, Sremska Mitrovica
- Kirche Hl. Großmärtyrer Dimitri (Subotica)
- Kirche Hl. Großmärtyrer Dimitri (Zemun)

## Ukraine
- Demetrioskirche (Matkiw)

## Vereinigte Staaten
- St. Demetrios Greek Orthodox Church (Seattle)